# Distrito de Dielsdorf
El distrito de Dielsdorf es uno de los 12 distritos que componen el Cantón de Zúrich, en Suiza. Está situado en el noroeste del país. Desde 1871 la capital es Dielsdorf. Antes, este distrito recibía el nombre de Bezirk Regensberg, con capital en Regensdorf, la única ciudad de la zona.

## Geografía
El distrito de Dielsdorf limita al norte con el distrito de Waldshut (GER-BW), al este con Bülach, al sur con Zúrich y Dietikon, al oeste con Baden (AG), y al noroeste con Zurzach (AG).

## Comunas
| Distrito de Dielsdorf | Distrito de Dielsdorf  | Distrito de Dielsdorf |
| Comunas               | Población (31.12.2008) | Superficie km²        |
| --------------------- | ---------------------- | --------------------- |
| Bachs                 | 566                    | 9.12                  |
| Boppelsen             | 1282                   | 3.94                  |
| Buchs                 | 5243                   | 5.87                  |
| Dällikon              | 3596                   | 4.50                  |
| Dänikon               | 1841                   | 2.80                  |
| Dielsdorf             | 5409                   | 5.86                  |
| Hüttikon              | 675                    | 1.60                  |
| Neerach               | 2908                   | 6.01                  |
| Niederglatt           | 4467                   | 3.62                  |
| Niederhasli           | 8294                   | 11.24                 |
| Niederweningen        | 2652                   | 6.88                  |
| Oberglatt             | 5518                   | 8.29                  |
| Oberweningen          | 1611                   | 4.86                  |
| Otelfingen            | 2278                   | 7.23                  |
| Regensberg            | 458                    | 2.39                  |
| Regensdorf            | 16 040                 | 14.62                 |
| Rümlang               | 6333                   | 12.39                 |
| Schleinikon           | 701                    | 5.65                  |
| Schöfflisdorf         | 1259                   | 4.05                  |
| Stadel                | 1922                   | 12.85                 |
| Steinmaur             | 3151                   | 9.39                  |
| Weiach                | 982                    | 9.57                  |
| Total (22)            | 77 186                 | 152.73                |